# Carl Gustaf Ehrnrooth
Carl Gustaf Ehrnrooth, född 7 oktober 1744 i Puumala socken, död 2 juni 1817 i Nastola socken, var en svensk militär och generalmajor.
Han var son till premiärmajoren Gustaf Henrik Ehrnrooth och Christina Catharina Hästesko och far till Gustaf Adolf Ehrnrooth. Han blev överste för Österbottens regemente 21 oktober 1789 och överste för Tavastehus regemente 2 december 1790. Ehrnrooth deltog i Gustav III:s ryska krig 1788–1790, och i Johan Ludvig Runebergs stora nationalepos Fänrik Ståls sägner nämns han i dikten Fältmarskalken.